# Centro Cultural y Deportivo El Tanque Sisley
O Centro Cultural y Deportivo El Tanque Sisley é um clube de futebol uruguaio com sede na cidade de Montevidéu. Disputava a primeira divisão do Campeonato Uruguaio até 2018, onde o time não jogou por causa das dívidas sendo rebaixado direto pra segunda divisão de 2019. Porém não participou pelo mesmo motivo, caindo para a terceira divisão. Atualmente está trabalhando para cancelar estas dívidas para jogar a terceira divisão uruguaia.

## História
Em 17 de março de 1955 na rua Cerro Largo esquina Jaguarão, em Montevideo, Uruguai, foi fundado o C. A. El Tanque. Os sócios fundadores foram Víctor Della Valle, Enrique Fessler, Ruben Rodríguez e Jorge Codesal.
Entre os anos 1955 e 1958 disputa diversas ligas regionais. Em1959 participou do torneio de verão da Liga Palermo, sagrando-se campeão, vencendo na final ao Tacuarí. Neste mesmo ano, O Tanque filia-se a Associação Uruguaia de Futebol e participa do torneio da Extra "B", onde jogavam as equipes que pretendiam ascender para a Extra "A". O torneio é vencido por El Tanque, de maneira invicta. Em 1972, El Tanque funde-se com o Sportivo Italiano, mas a união é desfeita em 1974. 
Em 15 de dezembro de 1981, o C. A. El Tanque sofre nova fusão, desta vez com o C. C. Y. D. Sisley, adquirindo o  nome atual. Em 1991 disputou pela primeira vez o Campeonato uruguaio da 1º divisão e conseguiu o feito de derrotar os "dois grandes" no Estádio Centenário, primeiramente vencendo ao Nacional por 2 a 0 e depois ao Peñarol, por 1 a 0.
Conseguiu em 2010 o acesso a primeira divisão do campeonato Uruguaio, campeonato que havia disputado anteriormente somente uma vez em sua história. Depois de boa campanha no campeonato uruguaio 2012/13, o clube conseguiu classificação para a Copa Sul-Americana 2013, participando pela 1° vez da competição e sendo eliminado na 1°fase pelo tradicional Colo Colo do Chile.
Em 2018, a equipe do El Tanque Sisley, foi expulsa da primeira e da terceira divisão uruguaia, por conta de não quitamento das dividas, que giravam em torno de R$357 mil, sendo juntado apenas R$250 mil, sendo assim, a equipe do El Tanque Sisley acabou sancionada, e só volta a campo em 2019, para disputar a série B uruguaia.

## Títulos

### Nacionais
- Campeonato Uruguaio - 2ª Divisão: 3 (1981 ,1990, 2010)
- Campeonato Uruguaio - 3ª Divisão: 2 (1986, 1997)
- Campeonato Uruguaio - 4ª Divisão: 2 (1961, 1969)